# Nora von Liechtenstein

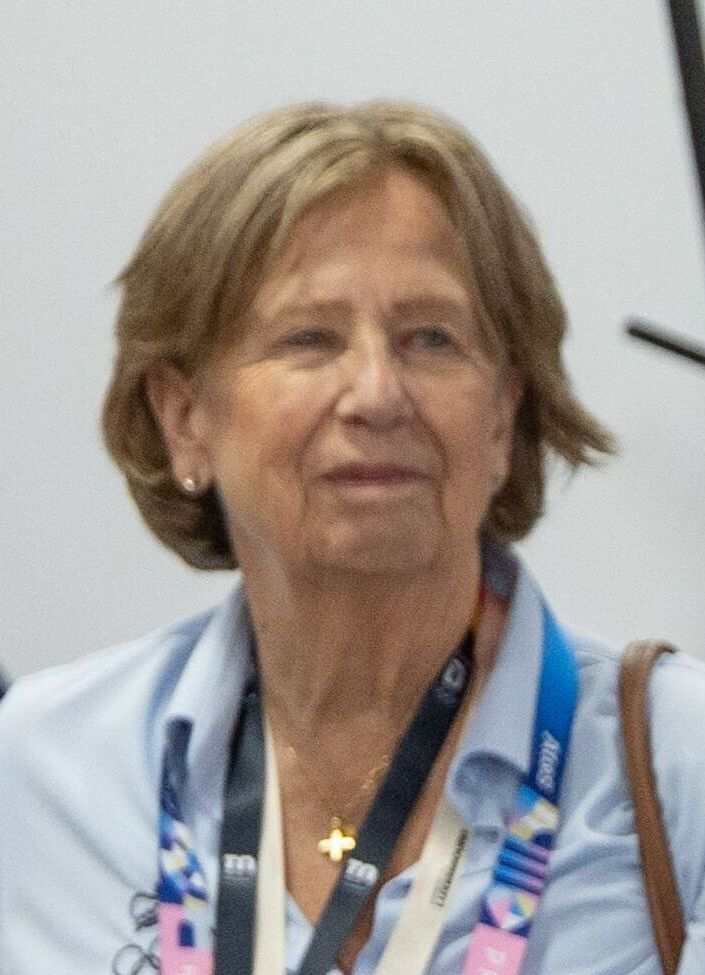
Nora von Liechtenstein (2024)

Prinzessin Norberta (Nora) Elisabeth Maria Assunta Josefine Georgine von und zu Liechtenstein, Gräfin zu Rietberg, Marquesa de Mariño (* 31. Oktober 1950 in Zürich) ist die Schwester des liechtensteinischen Staatsoberhauptes Fürst Hans Adam II. Sie ist seit 1984 Mitglied des Internationalen Olympischen Komitees.

## Leben
Nora von Liechtenstein kam am 31. Oktober 1950 als viertes von fünf Kindern und einzige Tochter des Fürsten Franz Josef II. von und zu Liechtenstein und seiner Frau Gräfin Georgina von Wilczek in Zürich zur Welt. Ihr ältester Bruder Hans Adam II. ist der derzeit regierende Fürst des Landes. Nach Beendigung der schulischen Ausbildung studierte sie am Genfer Hochschulinstitut für internationale Studien der Universität Genf. In der Folgezeit war sie für die Weltbank in Washington, D.C. und das International Institute for Environment and Development in London tätig. Nora von Liechtenstein engagierte sich zudem für Projekte der Entwicklungshilfe und in Einrichtungen der katholischen Kirche. Von 1973 bis 1989 war sie Präsidentin des Pfadfinderinnenkorps der Liechtensteinischen Pfadfinderinnen.
Zu den sportlichen Aktivitäten von Nora von Liechtenstein gehören Reiten, Tauchen, Skifahren und Schwimmen. Von 1982 bis 1992 war sie Präsidentin des Nationalen Olympischen Komitees (NOK)  von Liechtenstein. Seit 1984 ist sie Mitglied des Internationalen Olympischen Komitees. Zudem setzt sie sich für den Behindertensport ein. Sie ist Mitbegründerin des Sportverbandes Special Olympics Liechtenstein (SOLie), dessen Präsidentin sie 2000 wurde. Nach der Gründung der liechtensteinischen Special Olympics Stiftung 2010 wurde sie Präsidentin des Stiftungsrates. Für ihre Verdienste um den liechtensteinischen Sport erhielt sie 2006 das Goldene Lorbeerblatt.
Nora von Liechtenstein heiratete am 11. Juni 1988 in der Kathedrale St. Florin in Vaduz den spanischen Adeligen Vicente Sartorius y Cabeza de Vaca, Marqués de Mariño (1931–2002). Aus dieser Ehe ging die Tochter María Teresa Sartorius y de Liechtenstein (* 21. November 1992) hervor.